# زوزانا فالكوفا
زوزانا فالكوفا مواليد 23 أغسطس 1979 في تشيكوسلوفاكيا، هي لاعبة كرة مضرب سلوفاكية سابقة، اعتزلت اللعب في 2001. أعلى تصنيف لها في الفردي كان 204. أعلى تصنيف لها في الزوجي كان 96.

## روابط خارجية
- زوزانا فالكوفا على موقع رابطة محترفات التنس (الإنجليزية)
- زوزانا فالكوفا على موقع الاتحاد الدولي لكرة المضرب (الإنجليزية)
- زوزانا فالكوفا على موقع خلاصة التنس.كوم (الإنجليزية)